# Allsvenskan

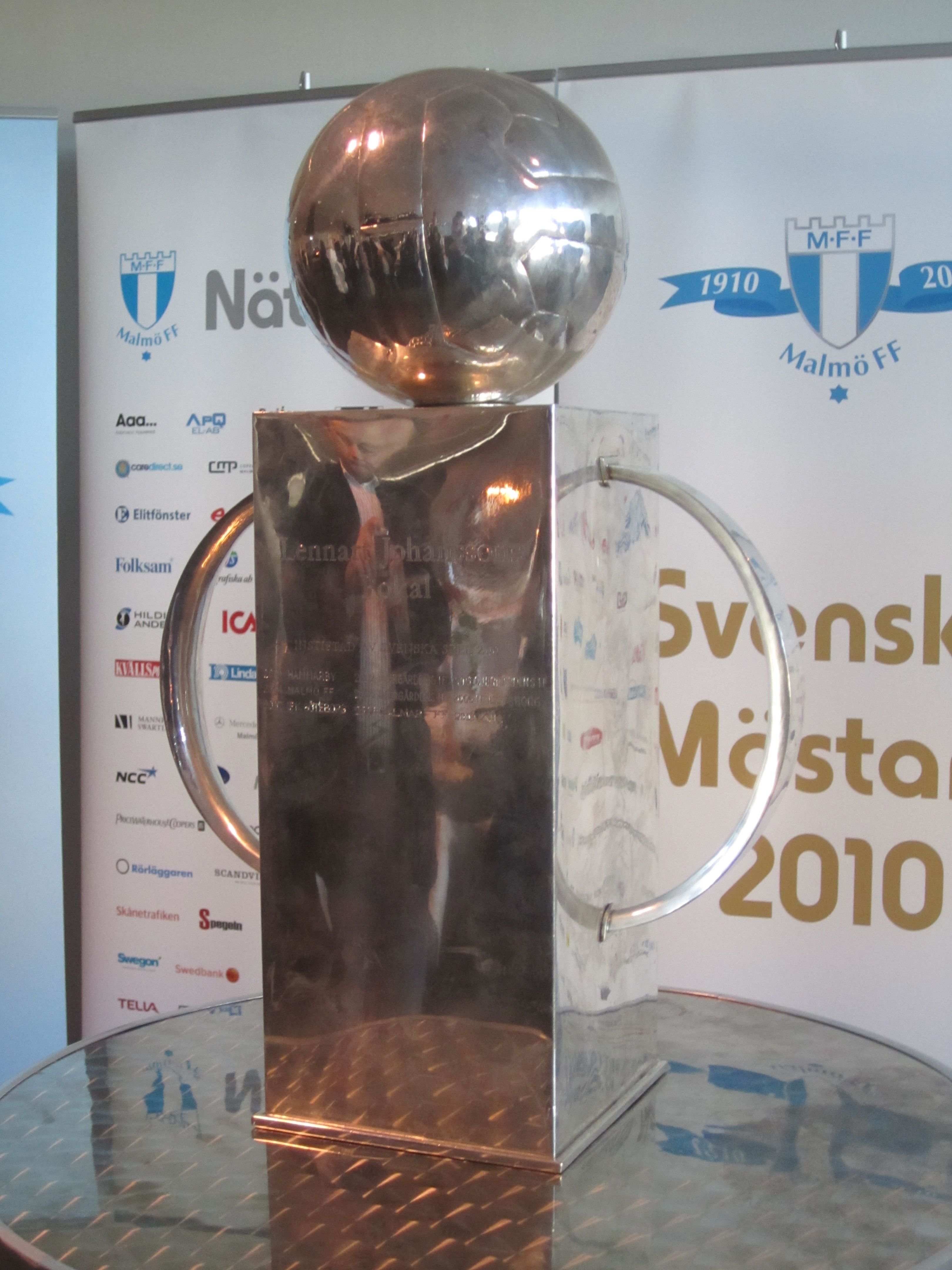
Puchar Lennarta Johanssona.

Allsvenskan – najwyższa w hierarchii klasa męskich ligowych rozgrywek piłkarskich w Szwecji, będąca jednocześnie najwyższym szczeblem centralnym (I poziom ligowy), utworzona w 1924 roku i od samego początku zarządzana przez Szwedzki Związek Piłki Nożnej (SvFF). Zmagania w jej ramach toczą się cyklicznie (co sezon) i przeznaczone są dla 16 najlepszych krajowych klubów piłkarskich. Jej triumfator zostaje Mistrzem Szwecji, zaś najsłabsze drużyny są relegowane do Superettan (II ligi szwedzkiej).

## Historia
Mistrzostwa Szwecji w piłce nożnej rozgrywane są od 1896 roku. Rozgrywki zwane Svenska Mästerskapet odbywały się systemem pucharowym w krótkim okresie, a wszystkie gry były rozgrywane w Göteborgu lub Sztokholmie. Zwycięzca turnieju otrzymywał tytuł mistrza Szwecji. W 1924 roku powstała Allsvenskan, jako następca ligi Svenska serien, będącej najwyższą szwedzką dywizją piłkarską w latach 1910–1924 (mistrz ligi nie był mistrzem kraju). Mistrz Allsvenskan jest automatycznie mistrzem kraju dopiero od 1931. W latach 1982–1990 mistrza kraju wyłaniały play-offy, zaś w 1991 i 1992 kontynuacyjna liga zwana Mästerskapsserien. W 1993 powrócono do nazwy Allsvenskan.

## System rozgrywek
Obecny format ligi zakładający brak systemu rozgrywek dwurundowych obowiązuje od sezonu 1993.
Rozgrywki składają się z 30 kolejek spotkań rozgrywanych pomiędzy drużynami systemem kołowym. Każda para drużyn rozgrywa ze sobą dwa mecze – jeden w roli gospodarza, drugi jako goście. Od sezonu 2008 w lidze występuje 16 zespołów. W przeszłości liczba ta wynosiła od 10 do 14. Drużyna zwycięska za wygrany mecz otrzymuje 3 punkty (do sezonu 1989 2 punkty), 1 za remis oraz 0 za porażkę.
Zajęcie pierwszego miejsca po ostatniej kolejce spotkań oznacza zdobycie tytułu Mistrzów Szwecji w piłce nożnej. Mistrz Szwecji kwalifikuje się do eliminacji Ligi Mistrzów UEFA. Druga oraz trzecia drużyna zdobywają możliwość gry w Lidze Europy UEFA. Również zwycięzca Pucharu Szwecji startuje w eliminacjach do Ligi Europy lub, w przypadku, w którym zdobywca krajowego pucharu zajmie pierwsze miejsce w lidze – możliwość gry w eliminacjach do Ligi Europy otrzymuje również czwarta drużyna klasyfikacji końcowej. Zajęcie 2 ostatnich miejsc wiąże się ze spadkiem drużyn do Superettan. Trzecia drużyna od dołu tablicy walczy w barażach play-off z trzecią drużyną Superettan o utrzymanie w najwyższej lidze.
W przypadku zdobycia tej samej liczby punktów, klasyfikacja końcowa ustalana jest na podstawie wyniku dwumeczu pomiędzy drużynami, w następnej kolejności, w przypadku remisu – na podstawie różnicy bramek w pojedynku bezpośrednim, następnie na podstawie ogólnego bilansu bramkowego osiągniętego w sezonie, większej liczby bramek zdobytych oraz w ostateczności za pomocą losowania.
Zwycięzca rozgrywek otrzymuje Puchar Lennarta Johanssona (od nazwiska Lennarta Johanssona – szwedzkiego działacza piłkarskiego, prezydenta europejskiej federacji piłkarskiej UEFA w latach 1990–2007).

## Skład ligi w sezonie 2025
| Uczestnicy poprzedniej edycji                                                                                 | Uczestnicy poprzedniej edycji | Uczestnicy poprzedniej edycji | Uczestnicy poprzedniej edycji |
| --- | ----------------------------- | ----------------------------- | ----------------------------- |
| MLÖ | Malmö FF                      | Malmö                         | 1                             |
| HAM | Hammarby IF                   | Sztokholm                     | 2                             |
| AIK | AIK Fotboll                   | Solna                         | 3                             |
| DGÅ | Djurgårdens IF                | Sztokholm                     | 4                             |
| MJÄ | Mjällby AIF                   | Hällevik                      | 5                             |
| GAI | GAIS Göteborg                 | Göteborg                      | 6                             |
| ELF | IF Elfsborg                   | Borås                         | 7                             |
| HÄC | BK Häcken                     | Göteborg                      | 8                             |
| SIR | IK Sirius                     | Uppsala                       | 9                             |
| BRO | IF Brommapojkarna             | Bromma                        | 10                            |
| NKÖ | IFK Norrköping                | Norrköping                    | 11                            |
| HMS | Halmstads BK                  | Halmstad                      | 12                            |
| IFK | IFK Göteborg                  | Göteborg                      | 13                            |
| po barażach                                                                                                   |                               |                               |                               |
| VÄR | IFK Värnamo                   | Värnamo                       | 14                            |
| Spadek z Allsvenskan                                                                                          |                               |                               |                               |
| KAL | Kalmar FF                     | Kalmar                        | 15                            |
| VÄS | Västerås SK                   | Västerås                      | 16                            |
| Awans z Superettan                                                                                            |                               |                               |                               |
| DEG | Degerfors IF                  | Degerfors                     | 1                             |
| ÖST | Östers IF                     | Växjö                         | 2                             |
| Oznaczenia: - kolumna pierwsza – skróty nazw drużyn, - kolumna trzecia – miejsce zajęte w poprzednim sezonie. |                               |                               |                               |

## Statystyka

### Tabela medalowa
Mistrzostwo Szwecji zostało do tej pory zdobyte przez 19 różnych drużyn. 15 z nich zostało mistrzami od wprowadzenia obecnych zasad rozgrywek od sezonu 1930/1931.
Stan po zakończonym sezonie 2024.
| Lp. | Klub                | Miejsca na podium | Miejsca na podium | Miejsca na podium | Zwycięskie sezony                                                                                                   |    |   | |
| --- | ------------------- | ----------------- | ----------------- | ----------------- | --- | -- | - | --- |
| Lp. | Klub                | 1.                | Malmö FF          | 24                | Zwycięskie sezony                                                                                                   | 16 | 8 | 1943/44, 1948/49, 1949/50, 1950/51, 1952/53, 1965, 1967, 1970, 1971, 1974, 1975, 1977, 1986, 1988, 2004, 2010, 2013, 2014, 2016, 2017, 2020, 2021, 2023, 2024 |
| 2.  | IFK Göteborg        | 18                | 9                 | 12                | 1908, 1910, 1918, 1934/35, 1941/42, 1957/58, 1969, 1982, 1983, 1984, 1987, 1990, 1991, 1993, 1994, 1995, 1996, 2007 |    |   | |
| 3.  | IFK Norrköping      | 13                | 11                | 5                 | 1942/43, 1944/45, 1945/46, 1946/47, 1947/48, 1951/52, 1955/56, 1956/57, 1960, 1962, 1963, 1989, 2015                |    |   | |
| 4.  | AIK Fotboll         | 12                | 17                | 12                | 1900, 1901, 1911, 1914, 1916, 1923, 1931/32, 1936/37, 1992, 1998, 2009, 2018                                        |    |   | |
| 5.  | Djurgårdens IF      | 12                | 12                | 10                | 1912, 1915, 1917, 1920, 1954/55, 1959, 1964, 1966, 2002, 2003, 2005, 2019                                           |    |   | |
| 6.  | Örgryte IS          | 12                | 4                 | 4                 | 1896, 1897, 1898, 1899, 1902, 1904, 1905, 1906, 1907, 1909, 1913, 1985                                              |    |   | |
| 7.  | IF Elfsborg         | 6                 | 8                 | 5                 | 1935/36, 1938/39, 1939/40, 1961, 2006, 2012                                                                         |    |   | |
| 8.  | Helsingborgs IF     | 5                 | 9                 | 7                 | 1932/33, 1933/34, 1940/41, 1999, 2011                                                                               |    |   | |
| 9.  | Östers IF           | 4                 | 3                 | 4                 | 1968, 1978, 1980, 1981                                                                                              |    |   | |
| 10. | GAIS                | 4                 | 3                 | 2                 | 1919, 1922, 1930/31, 1953/54                                                                                        |    |   | |
| 11. | Halmstads BK        | 4                 | 2                 | 2                 | 1976, 1979, 1997, 2000                                                                                              |    |   | |
| 12. | Åtvidabergs FF      | 2                 | 2                 | 0                 | 1972, 1973 |    |   | |
| 13. | Hammarby IF         | 1                 | 4                 | 4                 | 2001 |    |   | |
| 14. | IK Sleipner         | 1                 | 3                 | 0                 | 1937/38 |    |   | |
| 15. | Kalmar FF           | 1                 | 1                 | 2                 | 2008 |    |   | |
| 15. | BK Häcken           | 1                 | 1                 | 2                 | 2022 |    |   | |
| 17. | IFK Eskilstuna      | 1                 | 1                 | 0                 | 1921 |    |   | |
| 18. | Brynäs IF           | 1                 | 0                 | 0                 | 1925 |    |   | |
| 18. | Fässbergs IF        | 1                 | 0                 | 0                 | 1924 |    |   | |
| 18. | Göteborgs IF        | 1                 | 0                 | 0                 | 1903 |    |   | |
| 21. | IFK Uppsala         | 0                 | 3                 | 0                 | |    |   | |
| 22. | Degerfors IF        | 0                 | 2                 | 2                 | |    |   | |
| 23. | Göteborgs FF        | 0                 | 2                 | 0                 | |    |   | |
| 23. | Örgryte IS 2        | 0                 | 2                 | 0                 | |    |   | |
| 25. | Örebro SK           | 0                 | 1                 | 2                 | |    |   | |
| 26. | BK Derby            | 0                 | 1                 | 0                 | |    |   | |
| 26. | Idrottens Vänner    | 0                 | 1                 | 0                 | |    |   | |
| 26. | IFK Malmö           | 0                 | 1                 | 0                 | |    |   | |
| 26. | IFK Stockholm       | 0                 | 1                 | 0                 | |    |   | |
| 26. | Jönköpings Södra IF | 0                 | 1                 | 0                 | |    |   | |
| 26. | Råå IF              | 0                 | 1                 | 0                 | |    |   | |
| 26. | IK Sirius Fotboll   | 0                 | 1                 | 0                 | |    |   | |
| 26. | Jönköpings Södra IF | 0                 | 1                 | 0                 | |    |   | |
| 34. | Landskrona BoIS     | 0                 | 0                 | 1                 | |    |   | |
| 34. | Sandvikens IF       | 0                 | 0                 | 1                 | |    |   | |

### Frekwencja
Z początku na mecze I ligi uczęszczało średnio 3–5 tys. widzów. Największą popularnością mecze ligowe w Szwecji cieszyły się w latach 50., kiedy to reprezentacja odnosiła swe największe sukcesy (wicemistrzostwo świata 1958). Stopniowo od połowy lat 40. średnia frekwencja rosła aż osiągnęła pod koniec lat 50. średnią około 12 tys. kibiców na mecz. Największą popularnością cieszyły się zespoły AIK Fotboll, IFK Göteborg, IFK Norrköping i Malmö FF. Później spadła ona o połowę. Pod koniec lat 70. kluby szwedzkie zaczęły odnosić pierwsze sukcesy na arenie międzynarodowej. W tym okresie na mecze chodziło około 5–6 tys. widzów. Od końca lat 90. obserwuje się ogromny wzrost frekwencji na meczach ligowych. Rozgrywki cieszą się coraz większym zainteresowaniem, a w ciągu ostatnich 10 lat średnia widzów na mecz niemal się podwoiła (do około 9–11 tys. widzów) i powoli dorównuje tej z lat 50. 
Obecnie najwięcej kibiców chodzi na mecze IFK Göteborg, Malmö FF i trzech klubów stołecznych - AIK Fotboll, Djurgårdens IF i Hammarby IF.